# Rubrepeira rubronigra
Rubrepeira rubronigra är en spindelart som först beskrevs av Cândido Firmino de Mello-Leitão 1939. 
Rubrepeira rubronigra ingår i släktet Rubrepeira och familjen hjulspindlar. Inga underarter finns listade i Catalogue of Life.